# Villalba (Puerto Rico)
Villalba és un municipi de Puerto Rico situat a la regió central de l'illa, també conegut amb els noms de Ciudad de los Avancinos, Ciudad del Gandul, Ciudad de los Lagos i Ciudad del Cooperativismo. Confina al nord amb el municipi d'Orocovis; a l'est amb Coamo; i al sud i oest amb Juana Díaz. Forma part de l'Àrea metropolitana de Ponce.
El municipi està dividit en 8 barris: Villalba Pueblo, Caonillas Abajo, Caonillas Arriba, Hato Puerco Abajo, Hato Puerco Arriba, Vacas, Villalba Abajo i Villalba Arriba.